# Куинер, Джоанна
Джоанна Куинер (англ. Joanna Quiner; 27 августа 1796 — 20 сентября 1868) — американская швея и скульптор-самоучка.

## Биография
Родившаяся в Беверли, штат Массачусетс, Куинер была дочерью Абрахама Куинера-младшего и Сюзанны Камелл. Бо́льшую часть своей юности она работала швеей, как в своем родном городе, так и в соседнем Салеме.
В 1838 году она заняла должность библиотекаря Бостонского Атенеума в доме Сета Басса (Seth Bass). Жила в здании Атенеума вместе с семьей Басс; скульптор Шобал Клевенджер держал там студию, и она наблюдала за его работой. Однажды она позаимствовала глину у Клевенджера и создала скульптуру бюста Басса, которая была такого качества, что он посоветовал ей продолжать свое искусство. На тот момент Джоанне было сорок два года.
Она выставляла свои работы в Атенеуме в 1846—1848 годах, а в 1847 году недолго работала там смотрителем галереи в зале Орфея, но плохое здоровье и финансовые трудности заставили её бросить скульптуру и вернуться к шитью в последние годы жизни.
Куинер умерла либо в доме своей сестры в Линне, либо в её родном городе Беверли, и похоронена на Центральном кладбище в Беверли. Статья о ней появилась в «Беверли Ситизен» примерно в то время, когда Джоанна Куинер умерла.